# Dawn of a New Century
Dawn of a New Century é o álbum de estúdio da dupla Secret Garden.